# خلنگزارهای یورک شمالی

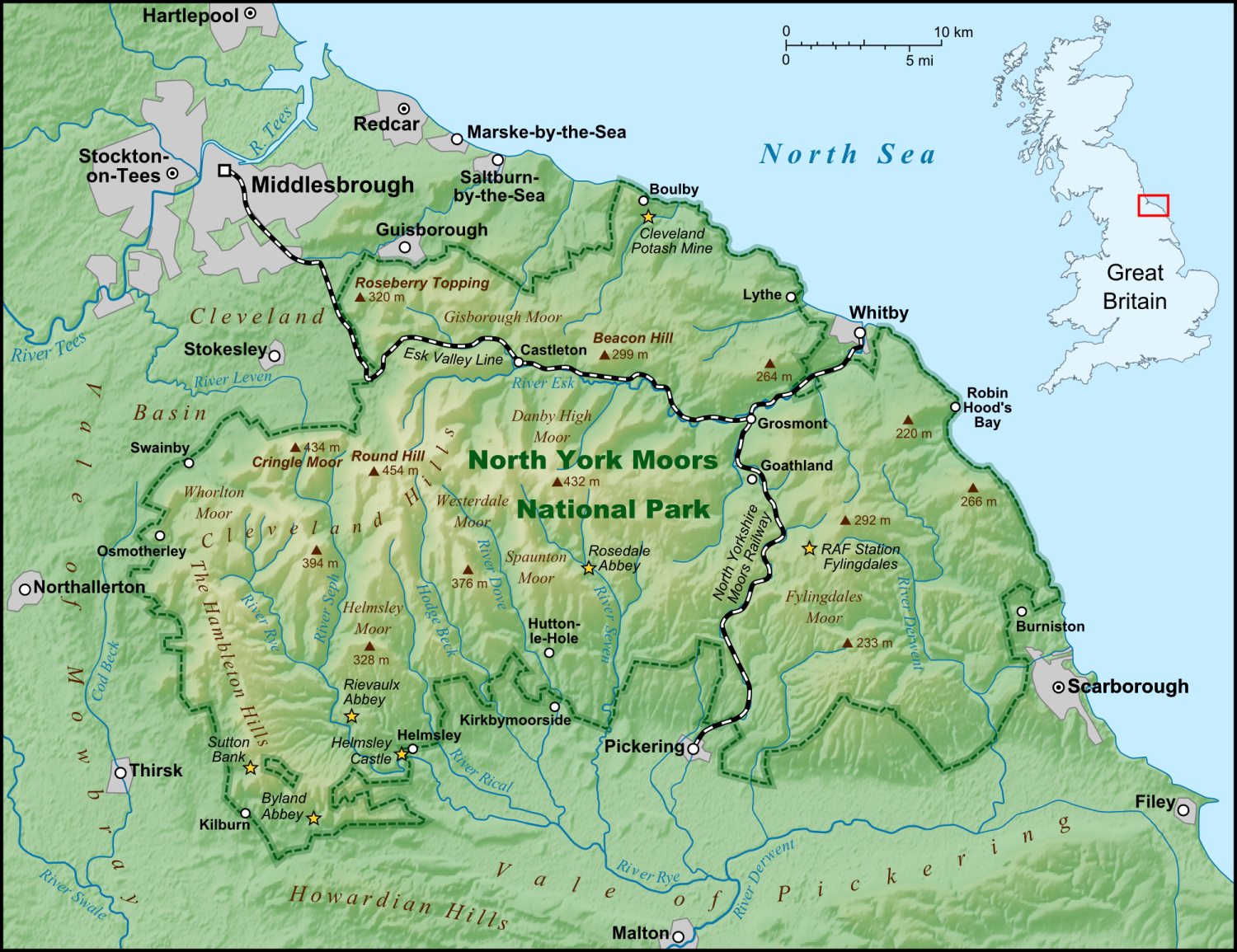
نقشهٔ خلنگزارهای یورک شمالی

خلنگزارهای یورک شمالی(به انگلیسی: North York Moors) فلاتی بلند در یورک‌شر شمالی در شمال شرقی انگلستان هستند. این خلنگزار ۱۴۳۶ کیلومتر مربع وسعت دارد و در جنوب شرقی میدلزبورو در کنار دریای شمال قرار دارد و دارای ۳۰۰ تا ۴۰۰ متر ارتفاع از سطح دریا است.